# Rejon przemyski
Rejon przemyski (ukr. Перемишльський район) – dawna jednostka podziału administracyjnego Ukraińskiej Socjalistycznej Republiki Radzieckiej w Związku Socjalistycznych Republik Radzieckich w latach 1940–1941 i 1944–1945. Należał do obwodu drohobyckiego. Siedziba władz rejonu znajdowała się w Przemyślu.
Rejon przemyski został utworzony 17 stycznia 1940 na podstawie dekretu Prezydium Rady Najwyższej USRR o podziale na rejony zachodnich obwodów USRR, kiedy to w obwodzie drohobyckim utworzono 30 rejonów, między innymi przemyski. Rejon objął obszary na południe od linii Sanu:
- całą gminę Hermanowice;
- całą gminę Prałkowce;
- prawie całą, prawobrzeżną część gminy Olszany (bez gromady Krasice);
- całą gminę Niżankowice;
- całą gminę Miżyniec;
- fragment gminy Popowice (gromada Przekopana);
- fragment gminy Żurawica (gromada Wilcza).

Obszary te należały przed wojną do powiatu przemyskiego w województwie lwowskim. Przemyśl (a właściwie jego prawobrzeżną część) stanowił miasto na prawach rejonu, i nie wchodził w skład rejonu przemyskiego.
Rejon przemyski przestał istnieć wraz z wybuchem wojny niemiecko-radzieckiej 22 czerwca 1941. Jego tereny weszły w skład Landkreis Przemysl dystryktu krakowskiego Generalnego Gubernatorstwa.
Rejon został odtworzony 31 lipca 1944, po zajęciu tych terenów przez Armię Czerwoną.
W marcu 1945, w wyniku wytyczenia granicy między ZSRR a Polską, około 2/3 rejonu przemyskiego włączono do Polski, gdzie weszły w skład reaktywowanego powiatu przemyskiego, od 8 sierpnia 1945 w obrębie nowego woj. rzeszowskiego.
Pozostałą w ZSRR 1/3 rejonu przemyskiego przekształcono w 1945 roku w rejon niżankowicki, który przetrwał do 1959 roku. W maju 1948 Rożubowice, Sierakośce i Malhowice z rejonu niżankowickiego przekazano Polsce w ramach korekty granic z ZSRR.